# Sholicola
Sholicola is een geslacht van zangvogels uit de familie vliegenvangers (Muscicapidae). De soorten zijn op grond van ecologisch en moleculair genetisch onderzoek eerst afgesplitst van het geslacht Brachypteryx  naar het geslacht Myiomela. In 2017 zijn deze soorten ondergebracht in dit nieuwe geslacht Sholicola. Het zijn twee endemische soorten kortvleugels uit berggebieden in Zuid- en West-India.

## Soorten
De twee soortnamen zijn:
- Sholicola albiventris – Witbuikkortvleugel
- Sholicola major – Nilgirikortvleugel